# Vespasio Pollione
Vespasio Pollione (fl. I secolo a.C.) è stato un militare romano.
Appartenente alla gens Vespasia, fu prefetto dell'accampamento e tre volte tribuno militare.

## Biografia
Originario di Norcia, visse nel I secolo a. C. Fu il nonno dell'imperatore Tito Flavio Vespasiano e dunque padre di Vespasia Polla, madre di Vespasiano e moglie di Tito Flavio Sabino. Svetonio, nell'opera Vite dei Cesari, fa riferimento alle proprietà terriere della famiglia dei Vespasi, appartenute anche a Vespasio Pollione, nei pressi di Norcia.